# Jaime Quintana
Jaime Daniel Quintana Leal (Lautaro, 22 de octubre de 1967) es un licenciado en letras, profesor de estado en castellano, escritor y político chileno, miembro del Partido por la Democracia (PPD), del cual fue su presidente entre 2012 y 2016. Se desempeñó como diputado de la República en representación del antiguo distrito n.º 49 durante dos periodos consecutivos, desde 2002 hasta 2010. Luego, desde 2010 hasta 2018 ejerció como senador en representación de la Circunscripción 14, correspondiente a la Región de la Araucanía. Desde marzo de 2018 ejerce el mismo cargo pero representando a la Circunscripción 11, de la misma región; por el periodo legislativo 2018-2026. En esta gestión parlamentaria, fungió como presidente del Senado entre marzo de 2019 y marzo de 2020.

## Familia y estudios
Nació en Lautaro, el 22 de octubre de 1967, hijo de Daniel Quintana Lizama y Blanca Nieves Leal Lizama. Realizó sus estudios primarios en la Escuela Municipal Manuel Rodríguez, y los secundarios en el Liceo Pablo Neruda de Temuco. Posteriormente, en 1986, ingresó a continuar los superiores estudiando letras en la Pontificia Universidad Católica (PUC), donde obtuvo el grado de licenciado en ciencias de la educación y el título profesional de profesor de Estado, con mención en castellano, en 1990. Más tarde, estudió cinco años de derecho en la Universidad Católica de Temuco, y participó en cursos sobre gerencia pública descentralizada en la Universidad de la Frontera de la misma comuna y en cursos de administración presupuestaria en la Universidad de Chile.
Profesionalmente, ejerció como profesor de literatura en diferentes universidades e institutos de la Región de La Araucanía.
Está casado con la socióloga Susana Aguilera, militante del PPD y quien fuera alcaldesa de la comuna de Vilcún en dos períodos 2012-2016; 2017-2021. Con su matrimonio es padre de dos hijas.

## Trayectoria política

### Inicios
Se inició en política durante la década de 1980 durante su época escolar y universitaria, como dirigente estudiantil ligado al Partido Socialista (PS). A inicios de la década de 1990, se integró al Partido Por la Democracia (PPD), donde ha asumido como dirigente nacional. En las elecciones parlamentarias de 1997 se presentó como candidato a diputado, pero no fue electo por lo que se desempeñó como jefe de gabinete de la Intendencia Regional, asumiendo en reiteradas ocasiones las funciones de intendente suplente (s).

### Diputado
En las parlamentarias de 2001 fue elegido diputado por el entonces distrito n.º 49, correspondiente a las comunas de Curacautín, Galvarino, Lautaro, Lonquimay, Melipeuco, Perquenco, Victoria y Vilcún, en la Región de La Araucanía, por el periodo 2002-2006. Integró las comisiones permanentes de Gobierno Interior, Regionalización, Planificación y Desarrollo Social, y de Agricultura, Silvicultura y Desarrollo Rural. Además, participó en las comisiones especiales de Cuerpos de Bomberos de Chile, y de la Juventud.
En las elecciones parlamentarias de 2005 fue reelecto como diputado por el mismo distrito, está vez por el periodo legislativo 2006-2010. Durante esta gestión integró las comisiones permanentes de Recursos Naturales, Bienes Nacionales y Medio Ambiente, de Relaciones Exteriores, Asuntos Interparlamentarios e Integración Latinoamericana, de Obras Públicas, Transportes y Telecomunicaciones, de Constitución, Legislación y Justicia, y de Vivienda y Desarrollo Urbano. Participó en las comisiones especiales sobre Intervención Electoral, y de Bomberos; y en las comisiones investigadoras sobre Central Pangue, sobre Irregularidades en Ferrocarriles del Estado, y sobre el Proceso de Concesiones Carcelarias. Entre marzo de 2007 y marzo de 2009, fue jefe de la bancada de diputados del PPD.
En misiones al extranjero estuvo en las Comisiones del Parlamento Latinoamericano (PARLATINO) en Brasil, Panamá y México. Participó en la comitiva oficial presidencial a Estados Unidos, y en la Reunión del Grupo Interparlamentario chileno-argentino en Argentina. Fue invitado oficial del gobierno de China a dicho país. Estuvo en el Encuentro Parlamentario chileno-boliviano en Bolivia, y en el II Encuentro de Jóvenes Parlamentarios en México.
También integró los grupos interparlamentarios chileno-argentino; chileno-finlandés; chileno-francés; chileno-italiano; chileno-peruano; chileno-vietnamita; chileno-boliviano y chileno-danés.

### Senador
En las elecciones parlamentarias de 2009, fue elegido como senador por la Circunscripción 14.ª, Araucanía Norte dentro del pacto Concertación y Juntos Podemos por más Democracia, por el periodo legislativo 2010-2018. En 2014 integró las comisiones permanentes Revisora de Cuentas; de Educación, Cultura, Ciencia y Tecnología; y de Obras Públicas, la que también presidió. El 11 de marzo de 2015 fue elegido presidente de la Comisión Permanente de Educación, Cultura, Ciencia y Tecnología.
Paralelamente, en este periodo —a nivel partidista—, el 13 de mayo de 2012 participó en las elecciones internas del Partido Por la Democracia representando la lista «Chile mejor desde la izquierda», que resultó ganadora. El 11 de junio de 2012 asumió formalmente la presidencia de la mesa directiva. Por otra parte, en 2014 a raíz del éxito en las parlamentarias de la Nueva Mayoría, respondió a las declaraciones que se emitían desde la Alianza por Chile en que pasarían la aplanadora, a lo que respondió que "nosotros no vamos a pasar una aplanadora, vamos a poner aquí una retroexcavadora, porque hay que destruir los cimientos anquilosados del modelo neoliberal de la dictadura".
El 15 de marzo de 2016 asumió como vicepresidente del Senado, durante la presidencia de su compañero de partido, Ricardo Lagos Weber, cargo que desempeñó hasta el 21 de marzo de 2017.
En las elecciones parlamentarias de 2017, fue reelecto como senador, en el Pacto La Fuerza de la Mayoría, por la nueva Circunscripción 11.ª de la Región de La Araucanía, por el período 2018-2026. Obtuvo 34.331 votos, correspondientes al 10,17% de los sufragios válidamente emitidos. Asumió el nuevo periodo el 11 de marzo de 2018, y pasó a integrar desde el 21 de marzo de 2018, de la Comisión Permanente de Educación y Cultura, la que presidió a contar del 18 de marzo de 2020. Asimismo, integra la Comisión Permanente Régimen Interior, desde el 12 de marzo de 2019, la que preside a contar desde la misma fecha. Además, forma parte, a contar del 3 de abril de 2018 de la Comisión especial encargada de tramitar proyectos de ley relacionados con los niños, niñas y adolescentes; Infancia. A partir del 23 de marzo de 2022, preside la Comisión Permanente de Relaciones Exteriores.
Fue elegido como presidente del Senado, función que desempeñó desde el 11 de marzo de 2019 hasta el 17 de marzo de 2020. Su mesa directiva la integró el socialista Alfonso de Urresti como vicepresidente de la corporación.

## Controversias

### Accidente de tránsito
El 8 de febrero de 2015, cerca de la medianoche en la ruta que une Vilcún con Temuco, fue partícipe de un accidente de tránsito que involucró al cabo primero de Carabineros, Jonathan Misael Garrido, el cual acudió al lugar producto de un aviso por un conductor de un camión que conducía en forma zigzagueante.
En ese entonces, el funcionario policial detuvo al camión y "traspasó el eje de la calzada", siendo atropellado por el vehículo que conducía Quintana en el rango entre los 60 y 55 kilómetros por hora, quitándole la vida.
Tras el hecho, fue detenido por Carabineros y trasladado al Hospital Regional de Temuco, donde se sometió a la alcoholemia de rigor, luego que en el alcotest no arrojara presencia de alcohol en la sangre. Por consiguiente, quedó libertad, pero en calidad de imputado por cuasidelito de homicidio. Por su parte, se mostró «devastado, con un profundo dolor por lo ocurrido a un carabinero en un hecho tan lamentable».

## Obra escrita

Portada del libro Perdiendo el control: Radiografía de la seguridad pública en Chile.

- Quintana Leal, Jaime. (2019). Sírvanse conectar. Crónica de acuerdos y desacuerdos desde el estallido social a la pandemia. Editorial Catalonia, Santiago, Chile. ISBN 978-956-324-804-3.[7]
- —. (2020). El año en que Chile cambió. Discursos e intervenciones del presidente del Senado. Ediciones Centro de Extensión del Senado/ Ediciones Universitarias de Valparaíso, Valparaíso. ISBN 978-956-17-0863-1.
- —. (2022). Perdiendo el control: radiografía de la seguridad pública en Chile.Editorial Catalonia, Santiago, Chile. ISBN 978-956-324-959-0.[8]

## Historial electoral

### Elecciones parlamentarias de 1997
- Elecciones parlamentarias de 1997, candidato a diputado por el distrito 49 Curacautín, Galvarino, Lautaro, Lonquimay, Melipeuco, Perquenco, Victoria y Vilcún[9]

### Elecciones parlamentarias de 2001
- Elecciones parlamentarias de 2001, candidato a diputado por el distrito 49 Curacautín, Galvarino, Lautaro, Lonquimay, Melipeuco, Perquenco, Victoria y Vilcún[10]

### Elecciones parlamentarias de 2005
- Elecciones parlamentarias de 2005, candidato a diputado por el distrito 49 Curacautín, Galvarino, Lautaro, Lonquimay, Melipeuco, Perquenco, Victoria y Vilcún[11]

### Elecciones parlamentarias de 2009
- Elecciones parlamentarias de 2009, candidato a senador por la Circunscripción 14 (Araucanía Norte)[12]

### Elecciones parlamentarias de 2017
- Elecciones parlamentarias de 2017, candidato a senador por la Circunscripción 11, Región de la Araucanía (Angol, Carahue, Cholchol, Collipulli, Cunco, Curacautín, Curarrehue, Ercilla, Freire, Galvarino, Gorbea, Lautaro, Loncoche, Lonquimay, Los Sauces, Lumaco, Melipeuco, Nueva Imperial, Padre Las Casas, Perquenco, Pitrufquén, Pucón, Purén, Renaico, Saavedra, Temuco, Teodoro Schmidt, Toltén, Traiguén, Victoria, Vilcún)[13]